# Pommac

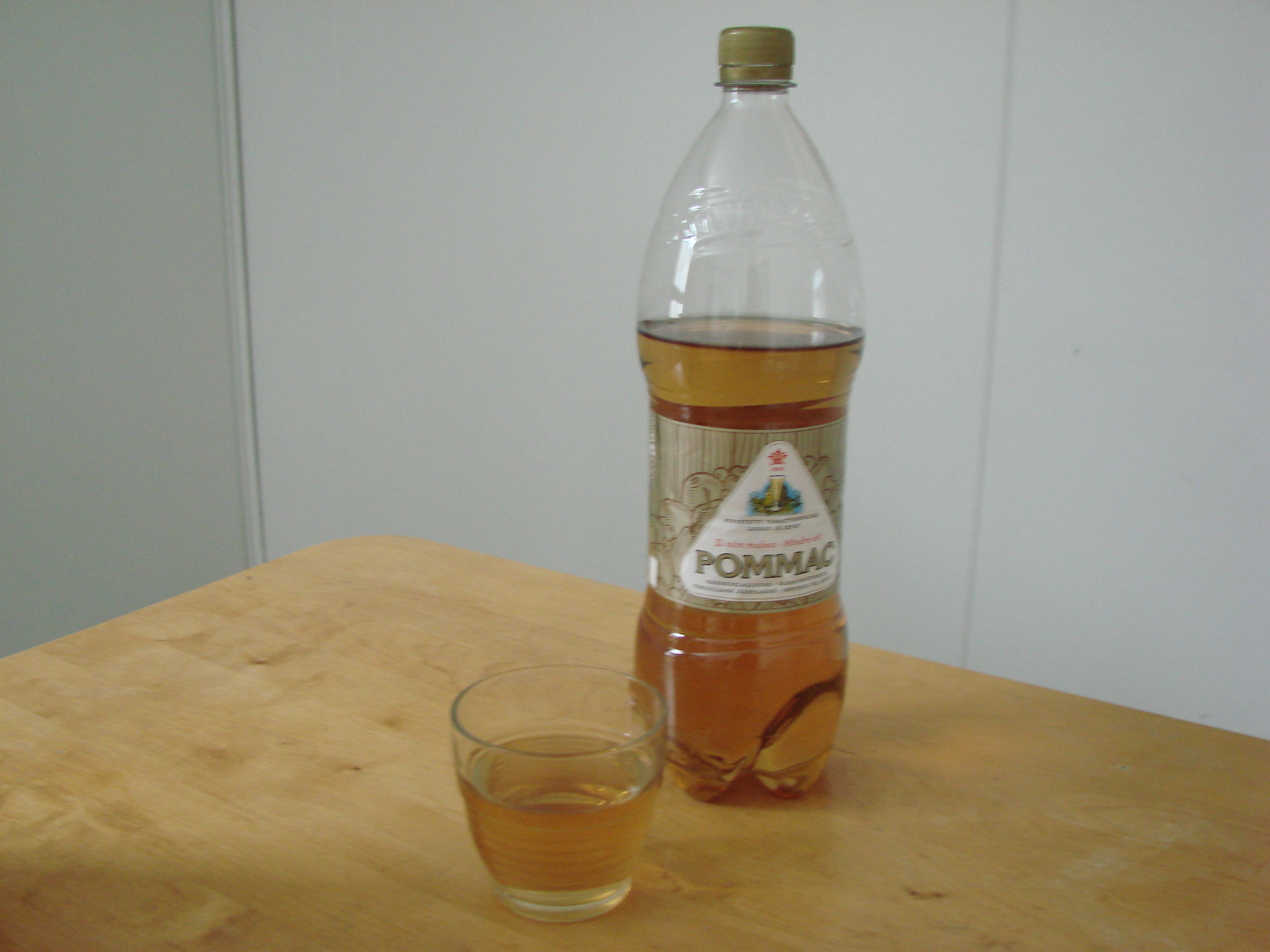
Een fles Pommac

Pommac is een Zweedse frisdrank gemaakt van bessen en fruit die drie maanden in eikenhouten vaten gist. De drank werd voor het eerst gemaakt in 1919. De samenstelling is geheim.
In 2004 stopte de brouwerij Carlsberg met het maken van Pommac, maar er kwam hevig protest tegen die beslissing er werd een handtekeningenactie opgestart waarbij ongeveer 50.000 handtekeningen werden opgehaald. Daarom besloot Carlsberg toch verder te gaan met het produceren.